# Haplidia claudii
Haplidia claudii är en skalbaggsart som beskrevs av Baraud 1988. Haplidia claudii ingår i släktet Haplidia och familjen Melolonthidae. Inga underarter finns listade i Catalogue of Life.